# Huelgoat
Huelgoat (bretonisch An Uhelgoad) ist eine französische Gemeinde in der Bretagne im Département Finistère mit 1.420 Einwohnern (Stand 1. Januar 2022).

## Lage
Der Ort liegt im Regionalen Naturpark Armorique (französisch Parc naturel régional d’Armorique), an den Ausläufern des Höhenzuges Monts d’Arrée in einer hügeligen und waldreichen Umgebung.
Morlaix liegt 24 Kilometer nördlich, Brest 53 Kilometer westlich, Rennes 155 Kilometer ostsüdöstlich und Paris etwa 450 Kilometer östlich.

## Verkehr
Huelgoat liegt abgelegen von den Hauptverkehrswegen. Bei Morlaix und Landivisiau befinden sich die nächsten Abfahrten an der Schnellstraße E 50 (Rennes-Brest) und  Regionalbahnhöfe an der parallel verlaufenden Bahnlinie.
Bei Brest und Rennes gibt es die nächstgelegenen Regionalflughäfen.

## Sehenswürdigkeiten
Beim Ort liegt die archäologische Ausgrabungsstätte Camp d’Artus, wahrscheinlich der Hauptort der von Julius Caesar im Gallischen Krieg besiegten Osismier und die Grotte d’Artus. Westlich im Weiler Le Cloître steht der Menhir du Cloître. Im „Wald von Huelgoat“ finden sich umfangreiche Ansammlungen von seltsam geformten Felsen, das sogenannte „Felschaos der Mühle (Chaos du Moulin)“, zudem die „Teufelsgrotte (Grotte du Diable)“, der „Silberfluß (Rivière d’Argent)“ und der „Abgrund (Gouffre)“. Um die Region ranken sich zahlreiche Legenden aus der Artus-Sage. Die Pfarrkirche St-Yves ist als Monument historique eingestuft.
Siehe auch: Liste der Monuments historiques in Huelgoat

## Naturdenkmal
In der Nähe des Ortes befindet sich ein etwa 130 Tonnen schwerer Wackelstein. (Koordinaten 48.367259Nord 3.745372West)

## Galerie

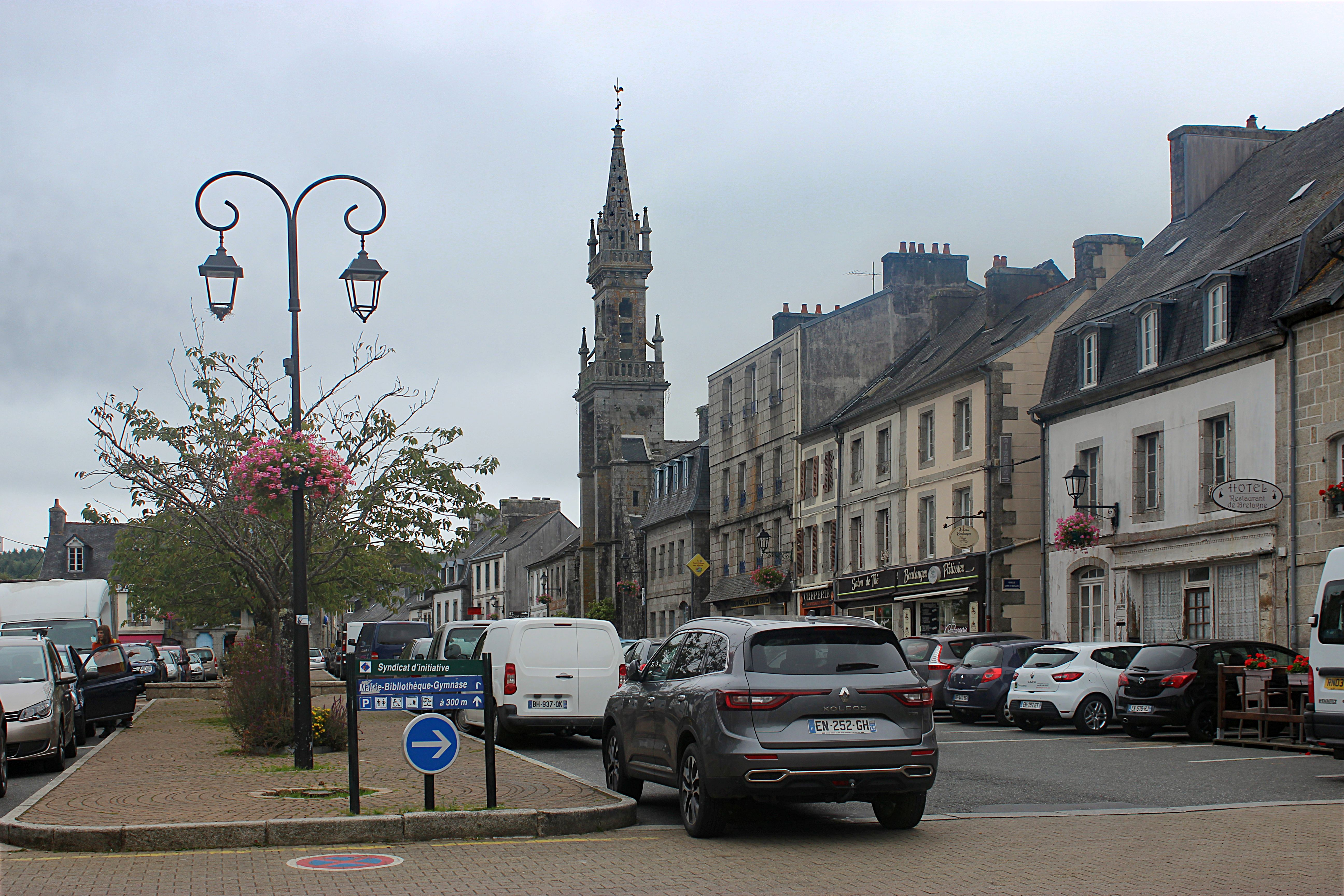
Ortsmitte mit der Kirche Saint Yves
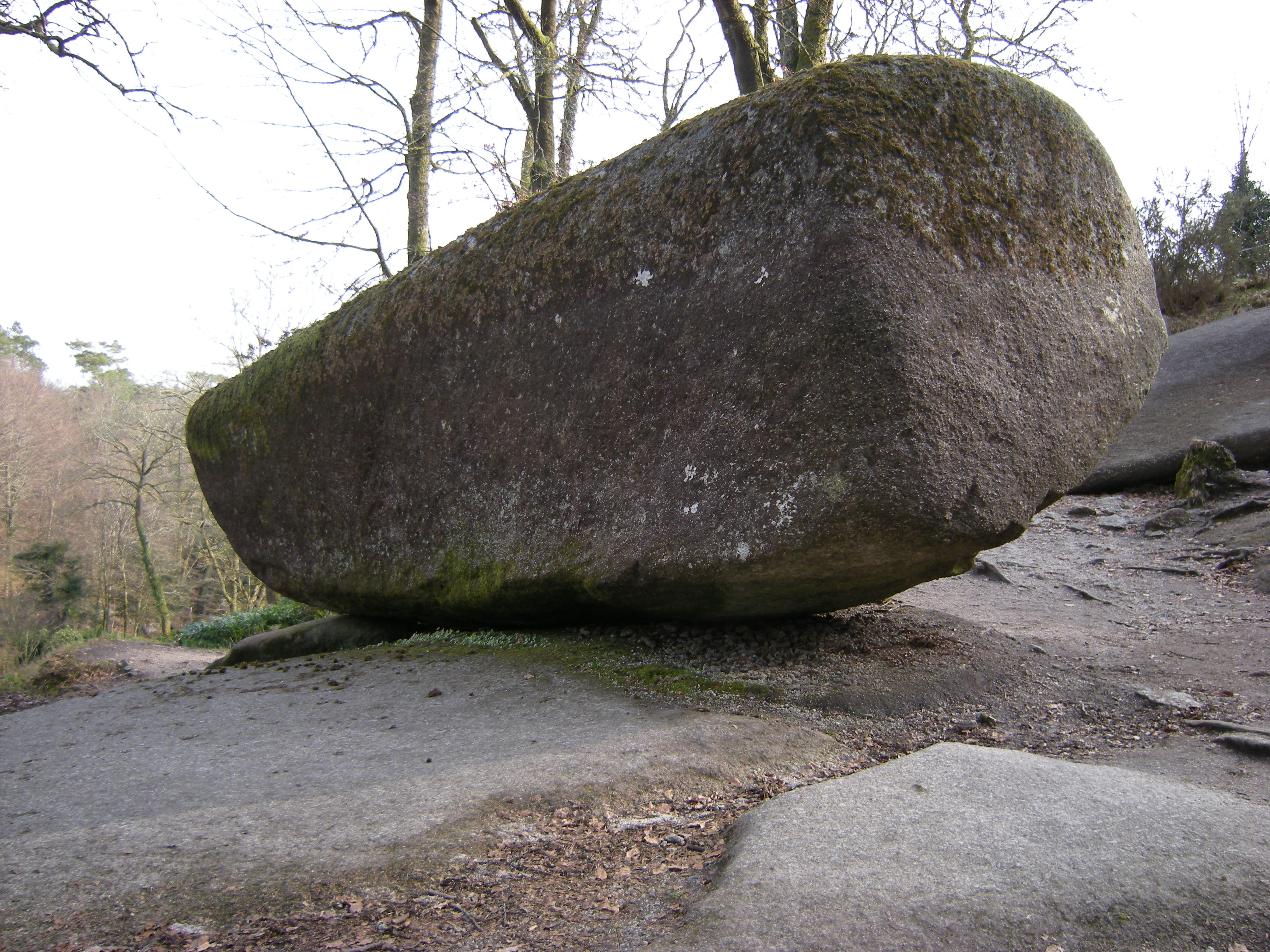
Der Wackelstein
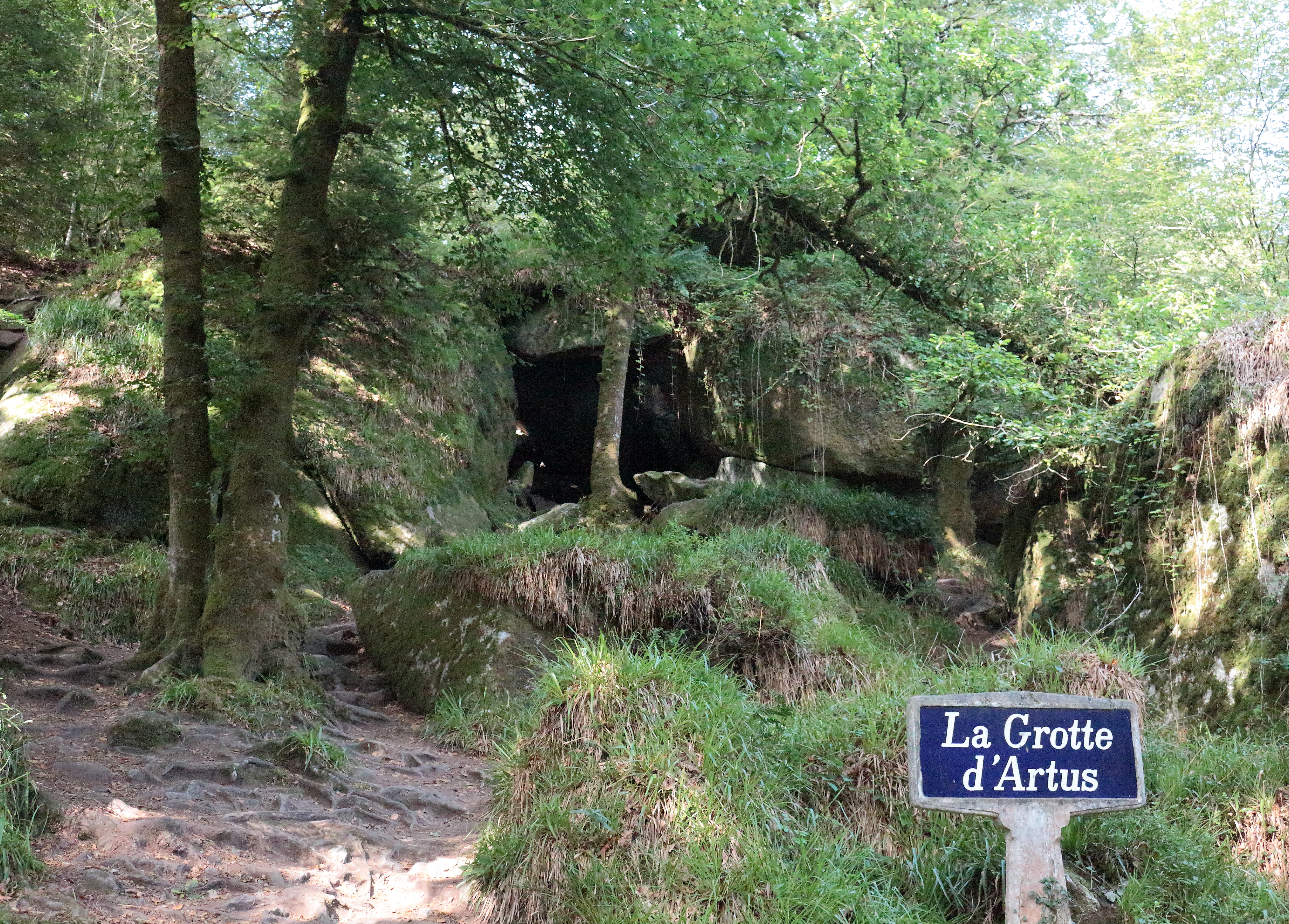
Grotte d’Artus
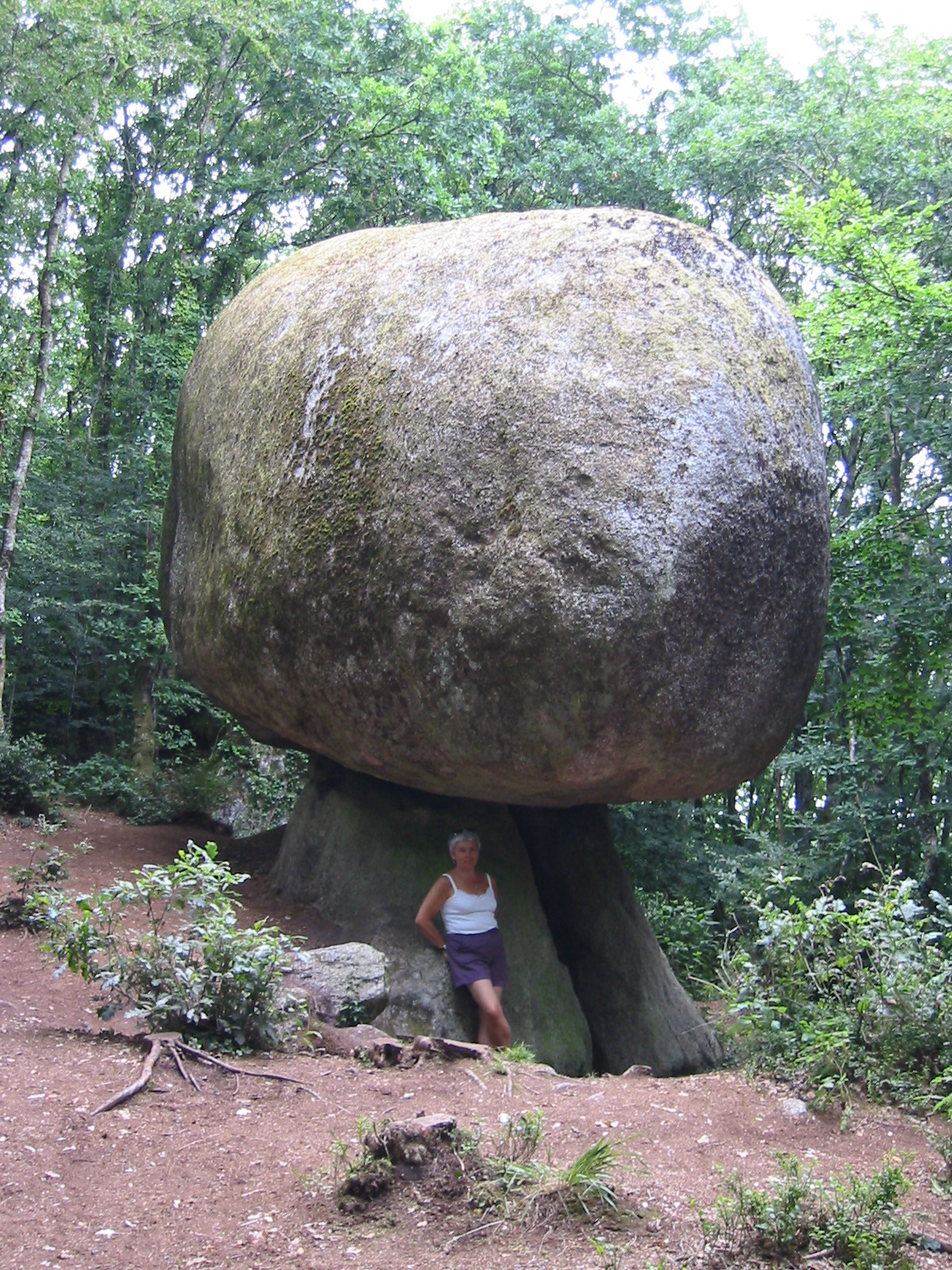
Le Champignon, Felsen

## Bevölkerungsentwicklung
| Jahr                       | 1962 | 1968 | 1975 | 1982 | 1990 | 1999 | 2007 | 2017 |
| Einwohner                  | 2057 | 2456 | 2230 | 2026 | 1742 | 1687 | 1612 | 1449 |
| Quellen: Cassini und INSEE |      |      |      |      |      |      |      |      |